# José Tapia
José Tapia (San José de las Lajas, 19 de fevereiro de 1905 - data de falecimento desconhecida) foi um treinador de futebol cubano.

## Carreira
Tapia esteve no cargo de treinador da Seleção Cubana de Futebol entre 1930 e 1938, chegou a treinar a Seleção Cubana nas eliminatórias para a Copa do Mundo FIFA de 1934 e levou a presença histórica na Copa do Mundo FIFA de 1938.